# Xanthomonas
Xanthomonas (del griego: xanthos - "amarillo"; monas - "entidad") es un género de bacterias, muchas de las cuales causan enfermedades en las plantas . Hay al menos 27 Xanthomonas spp asociadas a plantas., que en conjunto infectan al menos 400 especies de plantas. Las diferentes especies suelen tener un huésped específico y/o rango de tejidos y estrategias de colonización.

## Taxonomía
El género Xanthomonas ha sido objeto de numerosos estudios taxonómicos y filogenéticos y se describió por primera vez como Bacterium vesicatorium como patógeno de pimiento y tomate en 1921. Dowson más tarde reclasificó la bacteria como Xanthomonas campestris y propuso el género Xanthomonas . Xanthomonas se describió por primera vez como un género monotípico y la investigación posterior resultó en la división en dos grupos, A y B. El trabajo posterior que utilizó la hibridación ADN: ADN ha servido como marco para la clasificación general de especies de Xanthomonas . Se han utilizado otras herramientas, incluido el análisis de secuencias multilocus y el polimorfismo de longitud de fragmento amplificado, para la clasificación dentro de los clados. Si bien la investigación anterior ha ilustrado la complejidad del género Xanthomonas, la investigación reciente parece haber dado como resultado una imagen más clara. Más recientemente, el análisis de todo el genoma de múltiples cepas de Xanthomonas respalda principalmente las filogenias anteriores. Xanthomonas spp . están vinculados evolutivamente al patógeno humano oportunista Stenotrophomonas maltophilia, que anteriormente se llamaba Xanthomonas maltophilia . Existe una propuesta para reorganizar los patotipos de banano y maíz/maíz de Xanthomonas de acuerdo con los datos filogenéticos más recientes. 

## Morfología y crecimiento
Las características individuales de las células incluyen:
- Tipo de celda: varillas rectas
- Tamaño – 0,4 – 1,0 µm de ancho por 1,2 – 3,0 micras de largo
- Motilidad: móvil por un solo flagelo polar

Las características de crecimiento de las colonias incluyen:
- Colonias mucoides, convexas y amarillas en medio YDC[13]
- Pigmento amarillo de xantomonadina, que contiene bromo.
- La mayoría produce grandes cantidades de polisacáridos extracelulares.
- Rango de temperatura - 4 a 37 °C, crecimiento óptimo 25-30 °C[1]

Los resultados de las pruebas bioquímicas y fisiológicas son:
- Tinción de Gram – negativa
- Aerobios obligados[1]
- Catalasa positiva[13]
- Oxidasa negativo[13]

## Patógenos de plantasXanthomonas

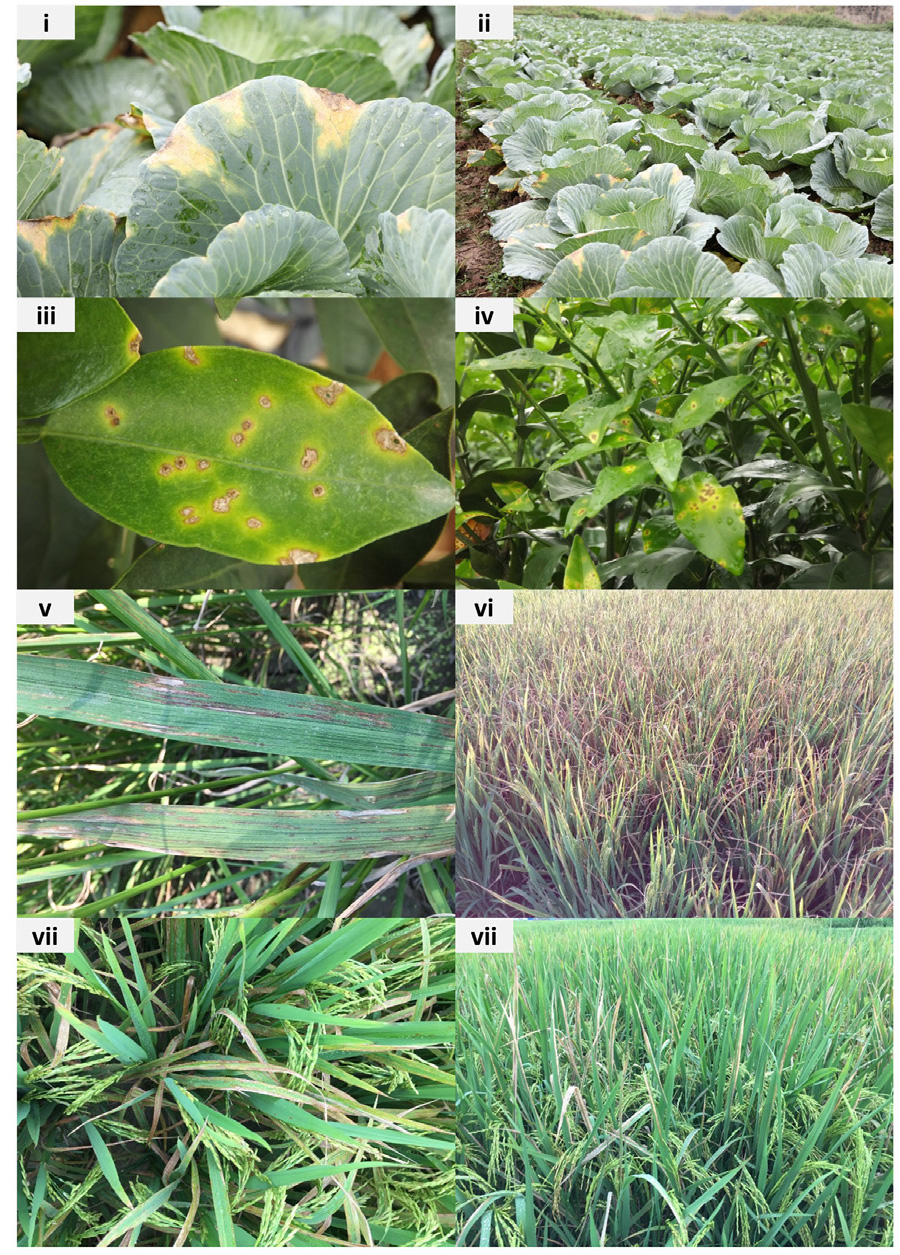
Síntomas de enfermedades causadas por Xanthomonas

Las especies de Xanthomonas pueden causar manchas bacterianas y plagas de hojas, tallos y frutos en una amplia variedad de especies de plantas. Las especies patógenas muestran altos grados de especificidad y algunas se dividen en múltiples patovares, una designación de especie basada en la especificidad del huésped.
Cancro de los cítricos, causado por Xanthomonas citri subsp. citri es una enfermedad económicamente importante de muchas especies de cítricos (lima, naranja, limón, pamelo, etc.) )
La mancha foliar bacteriana ha causado pérdidas significativas de cultivos a lo largo de los años. Las causas de esta enfermedad incluyen Xanthomonas euvesicatoria y Xanthomonas perforans = [ Xanthomonas axonopodis (syn. campestris ) pv. vesicatoria ], Xanthomonas vesicatoria y Xanthomonas gardneri . En algunas áreas donde la infección comienza poco después del trasplante, la cosecha total puede perderse como resultado de esta enfermedad. Xanthomonas campestris pv. punicae causa el tizón bacteriano de la granada.
Tizón bacteriano del arroz, causado por Xanthomonas oryzae pv. oryzae, es una enfermedad que se encuentra en todo el mundo y es particularmente destructiva en las regiones productoras de arroz en Asia.

## Patogenia vegetal y control de enfermedades.

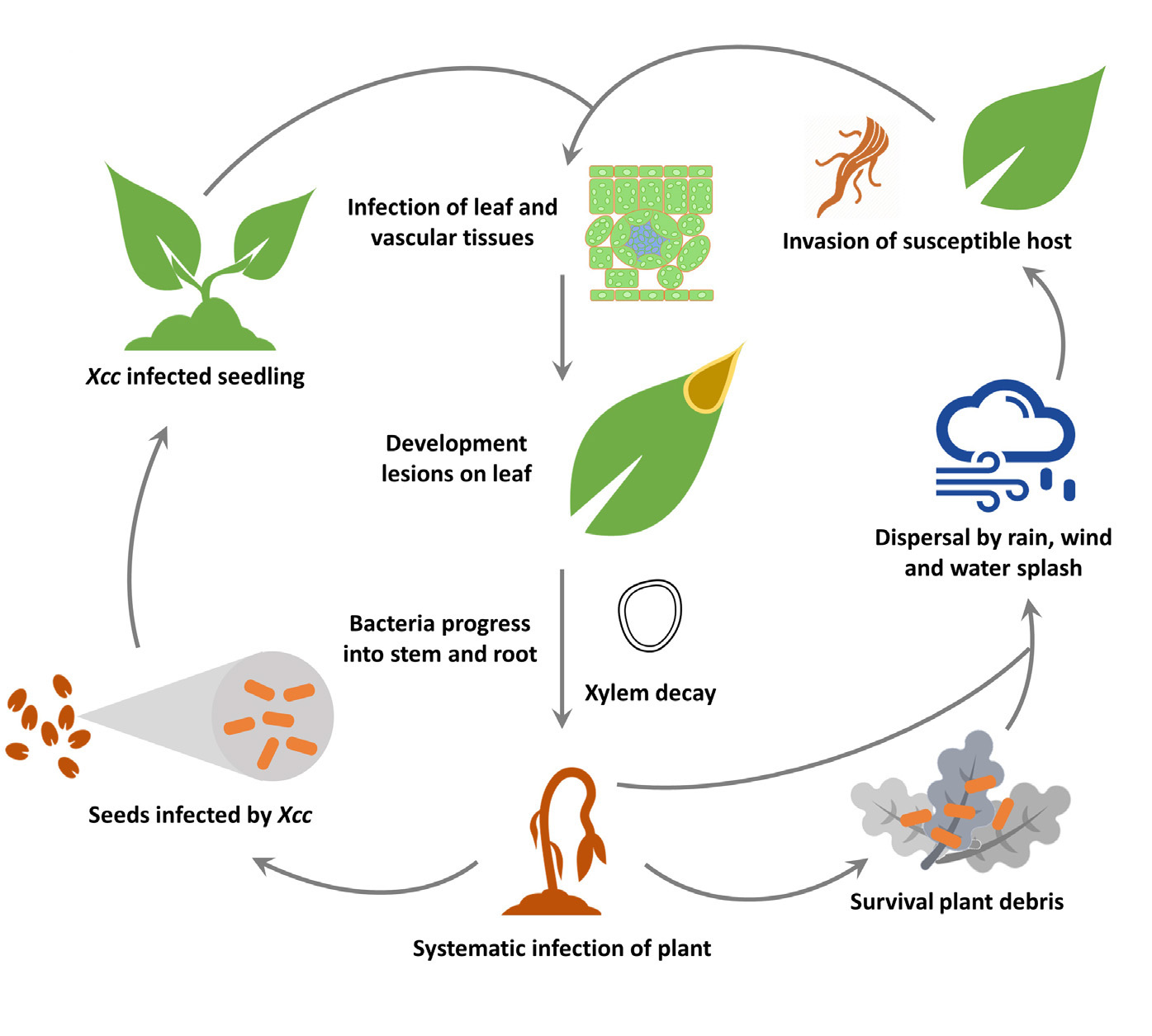
Xanthomonas spp. ciclo de vida

Las semillas contaminadas, las malas hierbas y los restos de plantas infectadas son la principal vía de transmisión. La infección comienza con la etapa epífita, es decir, las bacterias crecen en los tejidos aéreos de la planta hospedante (hoja, fruta, etc.) seguida de la etapa endofítica cuando las bacterias ingresan y colonizan los tejidos del hospedador a través de heridas o aberturas naturales. Cuando la población de bacterias aumenta, vuelve a emerger a la superficie y se transmite principalmente por el viento, la lluvia oa través de semillas o maquinaria agrícola, mientras que los vectores animales e insectos parecen desempeñar un papel menor.
Xanthomonas utiliza polisacáridos superficiales, proteínas de adhesión y pili tipo IV para adherirse a la superficie y puede formar biopelículas para soportar el estrés abiótico (UV, sequía, etc.). Las xanthomonas producen xantomonadinas, pigmentos amarillos que protegen de la radiación causada por la luz natural. La resistencia a los rayos UV la confieren principalmente genes relacionados con el estrés oxidativo y la reparación del ADN. La respuesta a la luz es importante en la patogenicidad de estas bacterias y regula la unión a la superficie y la producción de biopelícula.
Las Xanthomonas poseen casi todos los sistemas de secreción conocidos (tipos I a VI) que desempeñan diferentes funciones en el ciclo de vida y enfermedad, siendo el sistema de secreción de tipo III ( T3SS ) el factor clave de patogenicidad. Por lo general, Xanthomonas T3SS inyecta un cóctel de 20 a 30 proteínas efectoras que interfieren con el sistema inmunológico de la planta y varios procesos celulares del huésped. Muchos de los efectores son probablemente redundantes ya que las deleciones individuales de los genes efectores no afectan la virulencia, sin embargo, las mutaciones en el aparato T3SS tienen un efecto fuerte. La secreción de los efectores se coordina con la expresión de otros factores de virulencia a través de redes reguladoras compartidas. Se ha propuesto que el repertorio de efectores es un determinante de la especificidad del huésped. Las xanthomonas matan activamente a otras bacterias mediante el sistema de secreción de tipo IV y se defienden de la ameba mediante el sistema de secreción de tipo VI.
Para prevenir infecciones, es clave limitar la introducción de la bacteria. Algunos cultivares resistentes de ciertas especies de plantas están disponibles, ya que este puede ser el medio más económico para controlar esta enfermedad. Para el control químico, las aplicaciones preventivas son mejores para reducir el potencial de desarrollo bacteriano. Los productos que contienen cobre ofrecen cierta protección junto con los antibióticos de campo, como la oxitetraciclina, que está etiquetada para su uso en algunos cultivos alimentarios en los Estados Unidos. Las aplicaciones curativas de pesticidas químicos pueden retrasar o reducir la propagación de la bacteria, pero no curarán las plantas que ya están enfermas. Es importante consultar las etiquetas de los pesticidas químicos cuando se intenta controlar las enfermedades bacterianas, ya que las diferentes especies de Xanthomonas pueden tener diferentes respuestas a estas aplicaciones. La dependencia excesiva de los métodos de control químico también puede resultar en la selección de aislamientos resistentes, por lo que estas aplicaciones deben considerarse como último recurso.
También se considera el uso potencial de bacteriófagos, sin embargo, los principales factores limitantes son su sensibilidad a las condiciones ambientales y, en particular, a la radiación UV. Se están probando microorganismos benéficos para las plantas o cepas atenuadas de Xanthomonas como un razonamiento de biocontrol que podría competir ocupando el mismo nicho e incluso erradicar la cepa patógena. La generación de especies de plantas resistentes a Xanthomonas es otra estrategia potencial.

## Uso industrial
Las especies de Xanthomonas producen un polisacárido comestible llamado goma xantana que tiene una amplia gama de usos industriales, incluidos alimentos, productos derivados del petróleo y cosméticos. Xanthan también juega un papel en el ciclo de la enfermedad de Xanthomonas . En particular, la goma xantana es uno de los principales componentes de la matriz del biofilm. Las biopelículas ayudan a estas bacterias a soportar el estrés abiótico en la superficie de la hoja. Los genes para la biosíntesis de la goma xantana comprenden el operón de la goma ( gumB-gymM ) que codifica 12 enzimas. Producción de xantano por Xanthomonas spp . que prosperan en los sistemas de plantas vasculares podrían bloquear el flujo de agua de la planta y, como resultado, provocar el marchitamiento.

## Recursosde Xanthomonas
Aísla de la mayoría de especie de Xanthomonas es disponible de la Colección Nacional de Plantar Bacterias Patógenas en el Reino Unido y otras colecciones de cultura internacionales como ICMP en Nueva Zelanda, CFBP en Francia, y VKM en Rusia. También pueda ser sacado de MTCC India.
Genomas múltiples de Xanthomonas ha sido sequenced y herramientas de conjuntos/de dato adicionales son disponibles en El Xanthomonas Recurso.